# كتولا (شليل)
کتولا (بالفارسية: کتولا) هي منطقة سكنية تقع في إيران في قسم شلیل الريفي. يقدر عدد سكانها بـ 78 نسمة .